# یاروسلاو سیلهاوی
یاروسلاو سیلهاوی (انگلیسی: Jaroslav Šilhavý؛ زادهٔ ۳ نوامبر ۱۹۶۱) بازیکن سابق و مربی کنونی فوتبال اهل جمهوری چک است.
از باشگاه‌هایی که در آن بازی کرده‌است می‌توان به باشگاه فوتبال ویکتوریا پلزن، باشگاه فوتبال اسلاویا پراگ، و باشگاه فوتبال ویکتوریا ژیژکوف اشاره کرد.
وی همچنین در تیم‌های ملی فوتبال زیر ۲۱ سال چکسلواکی و چکسلواکی بازی کرده‌است.